# 75-mm-Kavalleriegeschütz Typ 41
Das 75-mm-Kavalleriegeschütz Typ 41 (japanisch 四一式騎砲 Yon’ichishiki Kihō) war ein Feldgeschütz, das von der Kavallerie des Kaiserlich Japanischen Heeres im Zweiten Japanisch-Chinesischen Krieg, im Japanisch-Sowjetischen Grenzkonflikt und während des Pazifikkrieges von 1908 bis 1945 eingesetzt wurde. Die Bezeichnung Typ 41 deutet dabei auf das Jahr der Truppeneinführung, dem 41. Jahr der Herrschaft von Kaiser Meiji bzw. 1908 nach gregorianischem Kalender, hin.

## Geschichte

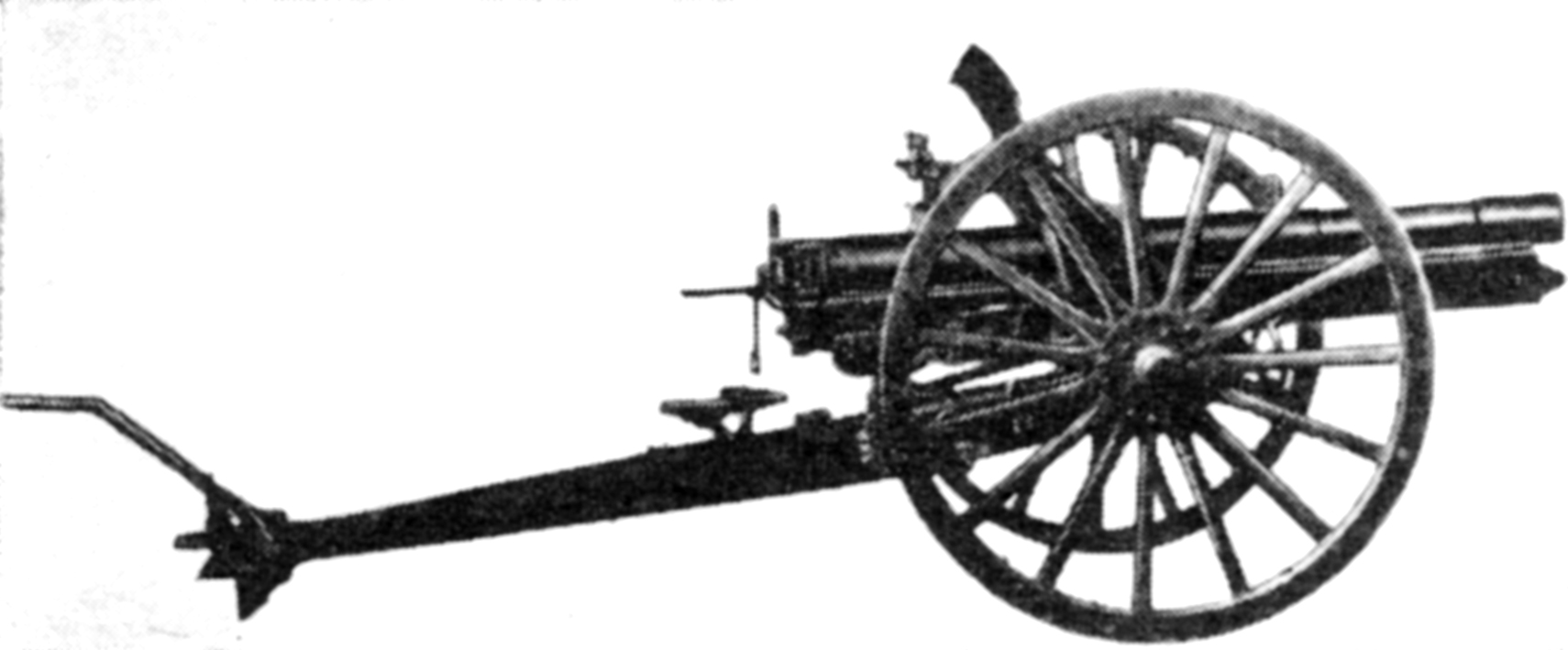
Seitenansicht des Typ-41-Kavalleriegeschützes

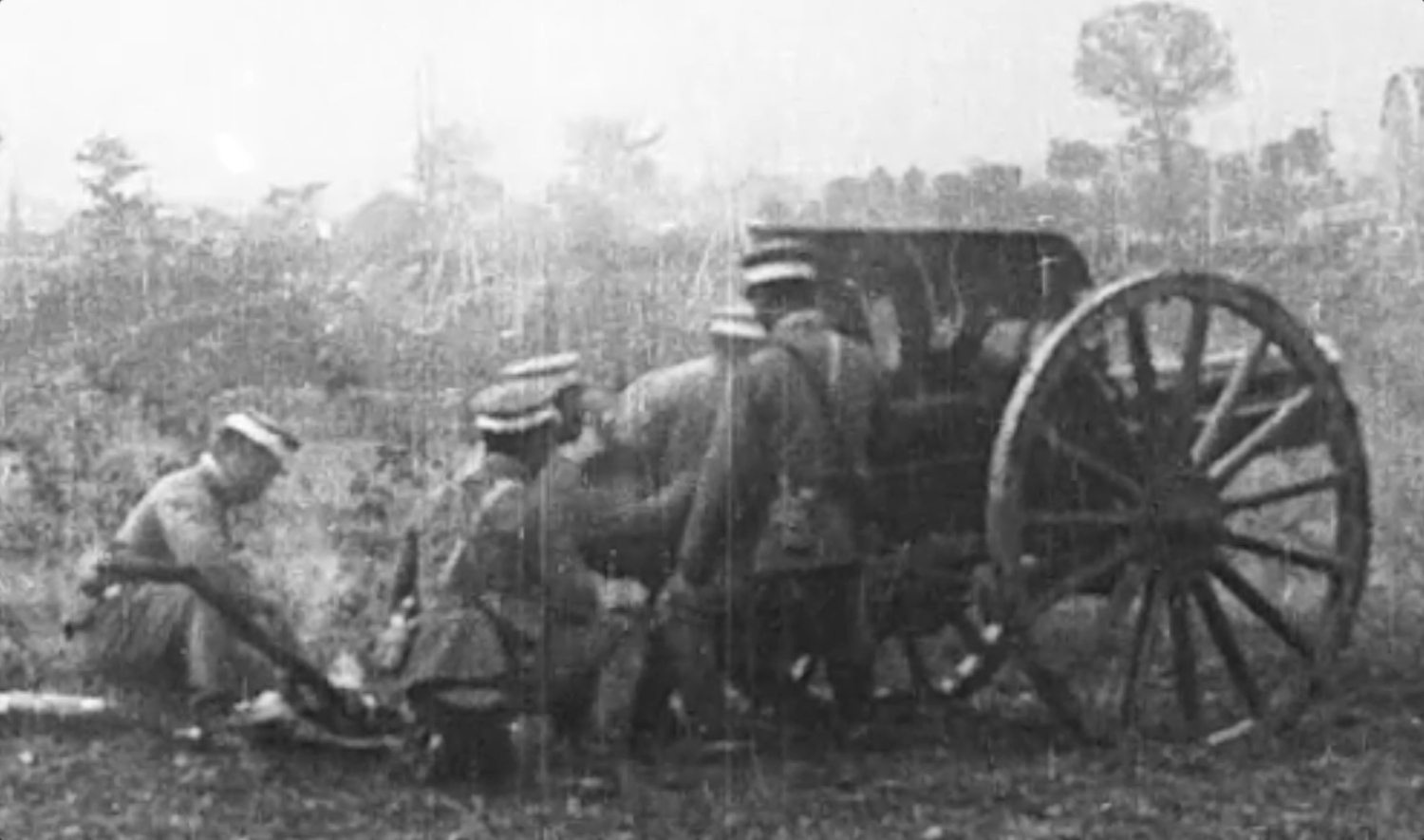
Typ 41 Kavalleriegeschütz in provisorischer Feuerstellung während eines Manövers 1921

Die ersten Entwürfe des Typ 41 Kavalleriegeschütz begannen 1905 und das Design war eine Weiterentwicklung des 75-mm-Feldgeschützes Typ 38, war jedoch um ca. 50 kg leichter und für den Einsatz bei der Kavallerie vorgesehen. Genau wie das Typ 38 hatte das Typ 41 einen hydropneumatischen Rückstoßmechanismus, einen Schutzschild und einen einzelnen Holm. Eine Änderung zum Typ 38 war die Einführung eines unterbrochenen Schraubverschlusses beim Typ 41 und die Verringerung des Gewichts der Granaten.

## Technik
- Kaliber: 75 mm
- Kaliberlänge: L/29,27
- Rohrlänge: 2,195 m[1]
- Höhenrichtbereich: −8° bis +16,5°
- Geschützgewicht: 900 kg
- Geschossgewicht: 6,41 kg
- Mündungsgeschwindigkeit V0 = 510 m/s
- Reichweite: ca. 8.300 m